# Stara Wieś (Limanowa)
Pour les articles homonymes, voir Stara Wieś.
Stara Wieś est une localité polonaise de la gmina et du powiat de Limanowa en voïvodie de Petite-Pologne.